# Comuna Nicșeni, Botoșani
Nicșeni este o comună în județul Botoșani, Moldova, România, formată din satele Dacia, Dorobanți și Nicșeni (reședința).

## Demografie
Componența etnică a comunei Nicșeni
     Români (96,45%)
     Alte etnii (0,32%)
     Necunoscută (3,23%)
Componența confesională a comunei Nicșeni
     Ortodocși (80,87%)
     Adventiști (10,32%)
     Penticostali (5,3%)
     Alte religii (0,24%)
     Necunoscută (3,27%)
Conform recensământului efectuat în 2021, populația comunei Nicșeni se ridică la 2.509 locuitori, în scădere față de recensământul anterior din 2011, când fuseseră înregistrați 2.604 locuitori. Majoritatea locuitorilor sunt români (96,45%), iar pentru 3,23% nu se cunoaște apartenența etnică. Din punct de vedere confesional, majoritatea locuitorilor sunt ortodocși (80,87%), cu minorități de adventiști (10,32%) și penticostali (5,3%), iar pentru 3,27% nu se cunoaște apartenența confesională.

## Politică și administrație
Comuna Nicșeni este administrată de un primar și un consiliu local compus din 11 consilieri. Primarul, Victor-Claudiu Bulboacă[*], de la Partidul Național Liberal, este în funcție din octombrie 2020. Începând cu alegerile locale din 2024, consiliul local are următoarea componență pe partide politice:
|  | Partid                          | Consilieri | Componența Consiliului | Componența Consiliului | Componența Consiliului | Componența Consiliului | Componența Consiliului | Componența Consiliului |
|  | ------------------------------- | ---------- | ---------------------- | ---------------------- | ---------------------- | ---------------------- | ---------------------- | ---------------------- |
|  | Partidul Național Liberal       | 6          |                        |                        |                        |                        |                        |                        |
|  | Partidul Social Democrat        | 3          |                        |                        |                        |                        |                        |                        |
|  | Alianța pentru Unirea Românilor | 2          |                        |                        |                        |                        |                        |                        |